# Bitwa o Mławę
Bitwa o Mławę – starcie zbrojne mające miejsce w dniach 18–19 stycznia 1945 między oddziałami Armii Czerwonej a wojskami niemieckimi, skutkujące zdobyciem Mławy i zakończeniem władzy reżimu III Rzeszy na terenie miasta.

## Przebieg działań bojowych
W czasie prowadzonej operacji wschodniopruskiej Armia Czerwona 18 stycznia 1945 roku dotarła w rejon Mławy.
Reżim III Rzeszy solidnie przygotował miasto do obrony, tworząc z niego najsilniejszy węzeł oporu mający za zadanie bronić południowe obszary Prus Wschodnich. Węzeł oporu składał się z czterech pierścieni umocnień stałych i polowych.
Wojska Armii Czerwonej po otoczeniu mławskiego rejonu umocnionego rozpoczęły atak na miasto. W ataku uczestniczył m.in. 10 Korpus Pancerny dowodzony przez gen. Michała Sachno i 170 Dywizja Strzelecka dowodzona przez płk Siemiona Cyplenkowa.
W trakcie walk trawających dwa dni niemiecka obrona została rozbita a miasto zdobyte. Wymiany ognia spowodowała zniszczenie około 500 budynków w Mławie. 

## Upamiętnienie
Jednostki Armii Czerwonej które najbardziej wyróżniły się w walkach o miasto otrzymały zaszczytną nazwę Mławskich. W 1968 władze miasta nadały płk Siemionowi Cyplenkowowi tytuł honorowego obywatela Mławy. 